# Rynna (geomorfologia)
Rynna – wklęsła forma ukształtowania terenu górskiego. Ma formę zagłębienia w stoku lub ścianie i jest przy tym węższa oraz płytsza od żlebu. Rynny bywają trawiaste, piarżyste albo skaliste, w zimie mogą być wypełnione śniegiem lub lodem. Podobnymi typami formacji są też komin czy depresja – często rozróżnienie pomiędzy nimi jest płynne i umowne.
Mała rynna może być nazywana rynienką.